# Гапанович Дмитро Опанасович
Дмитро́ Опана́сович Гапано́вич (рос. Дмитрий Афанасьевич Гапанович; 26 жовтня 1896 — 29 листопада 1952) — радянський військовик, генерал-лейтенант (02.11.1944).

## Життєпис
Народився в селі Танежиці, нині Солігорського району Мінської області Білорусі, в селянській родині.
Рядовим бійцем брав участь у Першій світовій війні.
У лавах Червоної армії з 1918 року. Член РКП(б) з 1919 року. Учасник Громадянської війни в Росії, воював на Західному фронті.
У 1929 році закінчив Курси старшого політичного складу при Військово-політичній академії імені В. І. Леніна. Обіймав різні військово-політичні посади в РСЧА.
З лютого 1939 року — член Військової ради Забайкальського військового округу, з 19 червня 1940 року — корпусний комісар. У 1941 році закінчив Курси вищого політичного складу при ГоловПУ РСЧА.
Учасник німецько-радянської війни з червня 1941 року: член Військової ради Центрального фронту; з вересня — член Військової ради Київського ОВО; з листопада — член Військової ради Уральського ВО. З грудня 1942 року і до кінця війни — член Військової ради і заступник з політичної частини командувача військами Московського ВО. Одночасно, до жовтня 1943 року, виконував обов'язки члена Військової ради Московської зони оборони, з 6 грудня 1942 року — генерал-майор.
У повоєнний час продовжив службу на політичних посадах в Радянській армії, був начальником Головного управління з бойової і фізичної підготовки Сухопутних військ Радянської армії.

## Нагороди
Нагороджений орденом Леніна, трьома орденами Червоного Прапора і медалями.